# Исмаиллинский район
Исмаилли́нский райо́н (азерб. İsmayıllı rayonu, лезг. Исмаиллы район) — район в центральном Азербайджане. Административный центр — город Исмаиллы.

## География
Исмаиллинский район занимает территорию на южных склонах Главного Кавказского хребта (высокогорье, среднегорье и долины Аджынохур и Алазан Хафтаран), а также часть территории Ширванской равнины.
Площадь района составляет 2 074 км2. На севере район граничит с Губинским, на востоке — с Шемахинским, на юго-востоке — с Ахсуйским, на юге — с Кюрдамирским, на юго-западе — с Гёйчайским, на западе — с Габалинским районами. Рельеф в основном горный. Высота поверхности меняется от 200 м до 3 639 м (Бабадаг) над уровнем моря. По территории района протекают реки Гёйчай, Гирдыманчай, Ахох, Айричай, Сулут и другие.
В районе расположены 2 искусственных водохранилища Йекяхана и Ашигбайрам.
Леса занимают 66,8 тыс. гектар. На территории района действует Исмаиллинский государственный заповедник. Часть территории относится к Шахдагскому национальному парку. Растут такие виды деревьев как дуб, каштан, фисташка, ольха, клён, тополь. Также обитают горный козел, олень, косуля, медведь, кабан, лиса, белка, рысь, волк, енот, лесная кошка, тетерев, орлы и многие другие виды животных и птиц.
Самые высокие горы в районе — Бабадаг (3 639 м), Асаддаг (3 471 м), Карабурга (3 345 м), Шахназардаг (2 874 м), Кюпюдж (2 283 м) и Гамзе (2 139 м). Между руслами рек Гёйчай и Давабатан расположены Ивановское плато (500—800 м) и плато Гушене (600 — 1 100 м).
Район расположен в субтропической и частично мягкой климатической зоне.
В Исмаиллинском районе соседствуют природные зоны-антиподы. Наряду с сёлами Кюртмашы и Губахалилли, где снег зимой лежит не более недели, есть село Каладжух, где часто морозы до 30 градусов. Наряду со степями на юге, северная часть района окружена горами, на вершинах которых практически не сходит снег.

## История
Исмаиллинский район образован 24 ноября 1931 года с центром в селе Исмаиллы. До образования района большая его часть находилась в составе Геокчайского, часть — в составе Шемахинского уездов Бакинской губернии, и небольшая часть — в составе Нухинского уезда Елизаветпольской губернии.
50 жителей Исмаиллинского района погибли во время первой Первой карабахской войны, двое — Мехти Аббасов и Арастун Махмудов — были удостоены звания Национального Героя Азербайджана.

## Административное устройство
В Исмаиллы 114 сёл, один город (Исмаиллы), два посёлка городского типа (Лагич, Баскал).
С декабря 2012 года сёла Исмаиллы, Миджан, Газли упразднены как самостоятельные населённые пункты Исмаиллинского района. Они присоединены к административной территории города Исмаиллы.
Сёла:
| - Ашагы-Зернава - Агбулаг - Айюббейли - Аракит - Ахан - Ашыгбайрамлы - Багели - Балик - Бехлиян - Бизлан - Билистан - Биринджи-Ениёл - Буровдал - Буюнуз - Быгыр - Валасин - Варна - Ваша - Велясли - Венг - Галагах - Галачыг - Галынчаг - Гаравелли - Гарагая - Гараколлуг - Гарджха - Гарселя - Гафтасов - Гендере - Гидейли - Гирк - Гойдан - Гошакянд - Губахалилли - Гычатан - Гююм - Гяндов | - Гянзе - Гярайбейли - Гёйтепе - Дахар - Джульян - Дияллы - Дуваръян - Еникянд - Зарат - Заргеран - Зарнава - Зейва - Зенги - Зогаллык - Ивановка - Икинджи-Ениёл - Истису - Калфарадж - Кейвенди - Кешхурт - Курбанэфенди - Кушенджа - Кюлюллю - Кюрд-Ельдарбейли - Кюрдмашы - Кюрдюван - Кяльбенд - Кялязейве - Кянее - Кёхнедахар - Мачахы - Мингя - Моллаисаглы - Мулух - Мюджи - Мюджюхафтеран - Мюдреса - Мюдри | - Мюшкямир - Намазгях - Наныдж - Пирабилькасум - Пиреганым - Рушан - Сардахар - Седиян - Серсуре - Солтанкенд - Сулут - Сумагаллы - Таглабиан - Талыстан - Талыш - Тезекянд - Тирджан - Топчу - Тубикянд - Уштал - Уштальгышлаг - Хаджыхатемли - Халилли - Ханагяг - Ханкенди - Хапытлы - Химран - Чайговушан - Чеменли - Чандахар - Чармедил - Шабиан - Ширванмеше - Шюкюрчю, - Элабад - Энишдиби - Юхары-Быгыр - Юхары-Джюлъян |

## Население
На 1 января 2016 года население района составляло 84 892 человека.
На 1 января 2024 года численность населения составляет 87 103 человека. Из них 43 664 мужчин (50,1 %), 43 439 женщин (49,9 %). Городское население 29 620 человек (34 %), сельское - 57 483 человека (66 %).
Плотность населения — 42 человека на 1 км2.
| Год      | 2015 | 2020 | 2021 | 2022 | 2023 |
| -------- | ---- | ---- | ---- | ---- | ---- |
| тыс. чел | 84,9 | 85,7 | 86   | 86,6 | 87,1 |

### Национальный состав
Подавляющее большинство в районе составляют азербайджанцы. В городе Исмаиллы живут азербайджанцы, лезгины, таты, курды, русские, крызы и евреи.
В населённых пунктах Баскал, Кюрдмаши, Тирджан, Сулут, Дияллы, Зейва, Кушенджа, Ханкенди, Таглабиян, Шабиян, Бизлан, Уштал, Мюджи, Ханагях, Талыстан, Джульян, Тазакенд, Герайбейли и во многих других основное население составляют азербайджанцы.
Таты проживают главным образом в посёлке Лахыдж и окружающих его сёлах Аракит, Ахан, Зарнава, Буйнуз, Ваша, Буровдал, Дахар, Намазгях, Гафтасов (Хафтасов), Зарат, Гяндов, Багали, Юхары Джульян и других.
В сёлах Курбанэфенди, Каладжык, Элабад в основном живут лезгины, которые занимают в районе второе место по численности по данным переписи 2009 года (свыше 10 %). В сёлах Истису и Чайговушан совместно проживают лезгины и таты, в Сумагаллы — лезгины и азербайджанцы.
В сёлах Хапутлы, Моллаисахлы, Гаджигатемлы и частично в Топчу и Буйнузе живут крызы.
Смешанными по национальному составу являются сёла Ивановка, Галагях, Рушан, Венг, Ушталкишлак, Чеменли, Мюджи-Хафтаран и другие, где проживают азербайджанцы, лезгины, русские, курды. В Ивановке преимущественно живут русские. В Мюджи-Хафтаране ранее имелась значительная горско-еврейская община.

## Экономика
Район относится к Горно-Ширванскому экономическому району.
В районе действуют 15 промышленных предприятий. Действует ковровая фабрика, мясокомбинаты.
Развиты отрасли пищевой и легкой промышленности, в том числе плодоводство, швейная отрасль, ковроткачество.
Действуют деревообрабатывающие предприятия, предприятия по производству строительных материалов, каменные карьеры, кирпичный завод, предприятия по ремонту сельскохозяйственной техники.
Исмаиллы издревле был центром ремесленничества и ткацкого дела. Поселок Лагич известен медными изделиями, село Баскал — пошивом келагаи (шелковые платки). Традиционным видом ремесла для большинства сёл является ковроткачество.

26 мая 2025 года в с. Топчу открыто производственное предприятие ООО «Azerbaijan Coca-Cola Bottlers». Предприятие занимает 15 гектар. Мощность предприятия — 165 млн литров в год. Завод стал вторым предприятием ООО «Coca-Cola Bottlers» в Азербайджане.

### Сельское хозяйство
Район специализируется на земледелии, виноградарстве, животноводстве. Ведущее место в земледелии принадлежит зерноводству. Главная отрасль животноводства — скотоводство и овцеводство. Наличие большого количества летних пастбищ (яйлагов) и зимовок (гышлагов) позволяют получать хорошие результаты в заготовке мяса и шерсти овец. Выращивается крупно-рогатый скот. Имеются мясо-молочные фермы.
| Год             | 2015   | 2020     | 2021   | 2022   | 2023    |
| --------------- | ------ | -------- | ------ | ------ | ------- |
| Зерно           | 28 919 | 30 628,5 | 30 903 | 31 127 | 30 879  |
| Из них пшеница  | 20 340 | 22 358,5 | 22 665 | 22 495 | 22 609  |
| Картофель       | 785    | 970      | 976    | 726    | 733     |
| Овощи           | 801    | 838      | 753    | 745    | 702     |
| Бахчевые        | 0      | 0        | 0      | 0,8    | 1,4     |
| Сады            | 1 165  | 3 812,7  | 3 866  | 3 937  | 3 950,9 |
| Подсолнух       | 370    | 0,9      | 300    | 242    | 248     |
| Сахарная свекла | 0      | 0        | 45,8   | 0      | 0       |

|                 | 2015    | 2020     | 2021      | 2022    | 2023    |
| --------------- | ------- | -------- | --------- | ------- | ------- |
| Зерно           | 104 894 | 106 835  | 108 582,1 | 111 424 | 94 129  |
| Из них пшеница  | 76 579  | 80 864,5 | 82 047,4  | 83 326  | 68 957  |
| Картофель       | 6 790   | 14 482   | 14 611    | 10 542  | 10 710  |
| Овощи           | 7 650   | 8 291    | 7 456     | 7 462   | 6 970   |
| Бахчевые        | 0       | 0        | 0         | 10      | 18      |
| Сады            | 8 277   | 9 289,2  | 9 586     | 9 782   | 9 897,8 |
| Подсолнух       | 380     | 1,5      | 207,6     | 216,9   | 149,2   |
| Сахарная свекла | 0       | 0        | 1 220     | 0       | 0       |

| Год        | 2015  | 2020   | 2021   | 2022   | 2023   |
| ---------- | ----- | ------ | ------ | ------ | ------ |
| Количество | 6 150 | 17 112 | 17 145 | 17 274 | 17 117 |

## Инфраструктура
Действуют 37 домов культуры, 21 клуб, 3 музея, 1 парк.

### Образование
В районе функционируют 10 дошкольных, 5 внешкольных воспитательных учреждений, 73 общеобразовательные школы, 1 техникум, 1 школа искусства.
| Год      | 2015   | 2020   | 2021   | 2022   | 2023   |
| -------- | ------ | ------ | ------ | ------ | ------ |
| тыс. чел | 11 375 | 12 300 | 12 274 | 12 008 | 11 654 |

Расположены 39 библиотек на 309 300 книг.

### Здравоохранение
Действует 1 больница на 301 койку, 15 поликлиник. Работают 99 врачей, 314 средних медицинских работников.

### Жилой фонд
| Год                  | 2015    | 2020    | 2021    | 2022    | 2023    |
| -------------------- | ------- | ------- | ------- | ------- | ------- |
| Количество (тыс. м2) | 1 621,2 | 2 354,2 | 2 361,1 | 2 373,4 | 2 380,2 |

| Год             | 2015   | 2020   | 2021  | 2022  | 2023  |
| --------------- | ------ | ------ | ----- | ----- | ----- |
| Количество (м2) | 16 226 | 12 739 | 3 512 | 5 654 | 4 731 |

## Главы
Первые секретари районного комитета партии:
- Багир Алиев (1931)
- Феда Гядимов
- Насир Алиев
- Байрам Мирзалиев
- Гусейн Гулиев
- Узеир Мамедов
- Гасан Мустафаев
- Рамиз Гардашов (1965—1973)
- Тамара Гумбатова (1973—1975)
- Гашам Асланов[азерб.] (1975—1983)
- Имран Мехдиев (1983—1989)
- Фейруз Исаев[азерб.]

Главы исполнительной власти (с 1991):
- Магомедали Билал оглы Сулейманов (1991 — 27 мая 1992)[14]
- Расим Шарифов[азерб.] (27 мая 1992 — 20 августа 1993)[14][15]
- Вагиф Насир оглы Рагимов  (20 августа 1993 — 6 июля 2002)[15][16]
- Ахлиман Савалан оглы Тагиев (6 июля 2002 — 11 мая 2005)[17][18]
- Ровшан Садыгов[азерб.] (11 мая 2005 — 6 сентября 2006)[19][20]
- Низами Алекперов[азерб.] (6 сентября 2006 — 14 февраля 2013)[21][22]
- Мирдамед Садыгов (14 февраля 2013 — 5 марта 2020)[23][24]
- Нахид Багиров (с 5 марта 2020)[25]

## Достопримечательности
В сёлах Талыстан и Ханагях расположены средневековые крепости.
Село Лагич известно благодаря мастерам по меди.
В посёлке Баскал расположен хамам XVI—XVII вв. постройки.

## Исмаиллинский заповедник
Исмаиллинский заповедник расположен на 34 400 гектарах. Целью его создания является защита флоры и фауны. Растительность заповедника состоит из альпийских, субальпийских горных трав и лесных растений. В заповеднике обитают косуля, кавказский олень, кабан, медведь, куница, рысь, волк, лиса, кролик, шакал, лесная кошка, енот, барсук, белка.

## Туризм
В Исмаииллы действует несколько центров отдыха.
- Отель «Талыстан» — находится в городе Исмаиллы на улице Низами, двухэтажный. В отеле имеется 14 обычных и 8 люкс номеров. В эти комнаты одновременно можно поселить 60 человек. Каждая из обычных комнат рассчитана на 3 человека
- Центр отдыха «Гыз Галасы». Расположен на реке Ахох, в селе Нагахкенд. В этом центре имеется 10 коттеджей, из которых 3 однокомнатных (для 1-2 человек), 7 двухкомнатных (для 3-5 человек). Центр действует круглосуточно. Туристам и гостям предлагаются походы в окрестные местности
- Центр отдыха «Каракая» (Каламардж). Находится на территории села Каракая вблизи Исмаиллы-Лагичского шоссе. Имеется 11 коттеджей (для 2-4 персон). Все коттеджи соответствуют современным стандартам. Центр действует круглосуточно. Туристам и гостям предлагаются походы в окрестные местности.
- Центр отдыха «Махсул». Находится в городе Исмаиллы на улице А. Алекперзаде, на берегу реки Агричай. Имеется 6 коттеджей с люкс обстановкой. Центр действует круглосуточно.
- Спортивно-оздоровительный комплекс «Green House». Находится на территории села Истису Исмаиллинского района, недалеко от Исмаиллы-Каладжикской дороги, в 5 км от Баку-Логодекского шоссе.
- В самом центре села Ивановка расположен гостиничный комплекс «Ivanovka Guest House».[27]
- Существуют такие известные базы отдыха как «Девичья башня», «Зеленый дом», «Гаранохур» (близ одноимённого озера).